# 日光市立日光小学校
日光市立日光小学校（にっこうしりつ にっこうしょうがっこう）は栃木県日光市萩垣面にある公立小学校。

## 沿革
- 1874年（明治7年）1月 - 観音寺に鉢石学舎と称して小学校開設
- 1879年（明治12年）6月 - 山内（現在は小杉放庵記念日光美術館（1997年開館））に晃嶺学舎と称して校舎新築
- 1887年（明治20年）4月 - 校名を日光尋常小学校と改称
- 1892年（明治25年）12月 - 校名を日光尋常高等小学校と改称
- 1923年（大正12年）4月 - 校名を日光第一尋常高等小学校と改称
- 1927年（昭和2年）5月 - 総2階建校舎（中庭のあるロの字の形であった）と講堂を新築
- 1941年（昭和16年）4月 - 校名を栃木県上都賀郡日光町第一国民学校と改称
- 1947年（昭和22年）2月 - 校名を日光町立日光小学校と改称
- 1954年（昭和29年）2月 - 市制施行により校名を日光市立日光小学校と改称
- 1982年（昭和57年）3月 - 現在地に校舎を新築し移転
- 2010年（平成22年）4月 - 特別支援学級新設
- 2020年（令和2年）4月 - 日光市立野口小学校と日光市立所野小学校を統合し通学区域拡大
- 2024年（令和6年）4月 - 日光市立清滝小学校と日光市立安良沢小学校を統合し通学区域拡大（予定）

## 旧裁縫室
1893年（明治26年）、勝安房伯爵の別荘として日光尋常高等小学校の裏側（北側）に建てられ、1899年（明治32年）の伯爵死後に空き家となり、その後日光尋常高等小学校裁縫室として再利用していたが、1925年（大正14年）からの校舎整備工事開始により取り壊された。

## 通学区域
日光市
- 上鉢石町
- 中鉢石町
- 下鉢石町
- 御幸町
- 稲荷町1 - 3丁目

- 石屋町
- 松原町
- 相生町
- 東和町

- 宝殿
- 若杉町
- 匠町
- 本町

- 安川町
- 山内
- 萩垣面
- 所野

- 七里
- 野口
- 和泉
- 山久保

- 日光

## 関係者
- 元教員 吉屋信子（作家）
- 出身者 小杉放庵（洋画家）

## 交通
- 東武鉄道日光線 東武日光駅より約1.3km
- 東武バスまたは関東バス下鉢石町バス停下車徒歩約10分（大谷川に人道橋がある）